# Лоптица скочица
Лоптица скочица (чеш. Míček Flíček, енгл. Roly Poly) је комад за луткарско позориште које је 1936. године написао Јан Малик. Преведена је на 18. језика и улази у представе најизвођенијих у целом свету.
У Малом позоришту „Душко Радовић” је доживела 4 премијере, сваки пут у режији Марије Кулунџић, и то: 1951, 1958, 1971 и 1987. године.

## Концепција и садржај комада
У Лоптици скочици, Јан Малик успешно гради епизоде које сачињавају ток приче у простору кућице у предграђу (први чин), правећи сцене у којима учествују само 3 лика (појаве 1а, 1б, 1в, 1г), затим у другом чину осмишљеном  као низ других простора - трасе путовања ликова Деке и Баке, у потрази за Лоптицом - са по једним новим епизодним ликом (појаве 2а, 2б, 2в, 2г, 2д, 2ђ). Циљани простор им је Змајево гнездо (појаве 3а, 3б, 3в, 3г, 3д), да би повратили насловни лик у полазни простор. У паузама међу назначеним сценама, чује се глас приповедача којем је додељена и експозиција представе. Једино се лик Змаја, који је негативац, појављује више пута, а само једном ликови које Лоптица среће на свом путовању: Саобраћајац, Војник, Пустињак, Страшило, Псић и Птичица.
Посебну улогу у овом комаду има дечја публика, што је предвиђено Маликовим дијалошким текстом, која врло активно учествује у одбрани интереса насловног лика. То је и био разлог ради којег се ова представа задржала четири деценије на репертоару Малог позоришта „Душко Радовић”.
Инспирација Јана Малика приликом стварања овог комада произилази из његовог читања Баумовог Чаробњака из Оза, мада је Малик у Лоптици скочици инсистирао на једноставности и упрошћености дијалога из којег избија поезија и људска усамљеност.

## Изведбе
Прве две поставке Лоптице скочице биле су са марионетама дугих конаца, док је 1971. године изведена верзија са луткама везаним кратким концима у којој су били видљиви глумци-аниматори. Последња изведба 1987. била је са класичним марионетама, дакле, са дугим концима које захтевају (за публику невидљив) марионетски мост за вођење лутака. Ову последњу верзију Лоптице скочице, Марија Кулунџић је поставила у смењивању глумаца-аниматора из претходних поставки истог комада (Јанко Врбњак, Мелита Бихали, Бранка Петровић, Љубомир Кољић, Вера Петковић, Мирослав Хлушичка) и нових глумачких снага (Сава Анђелковић, Маријана Петровић, Славица Ђорђевић, Зоран Миљковић, Гордана Павлов, Милутин Јевђенијевић, Рада Плећаш). Ненадмашни Јанко Врбњак је бриљирао у анимацији Деке, а од нових глумаца је најбоља била Маријана Петровић са анимацијом Баке, која је уз прецизну анимацију и глумачким умећем, владала радњама и мизансценом своје лутке.